# NGC 3941
NGC 3941 é uma galáxia espiral localizada a cerca de quarenta e dois milhões de anos-luz (aproximadamente 12,87 megaparsecs) de distância na direção da constelação de Ursa Maior. Possui uma magnitude aparente de 10,3, uma declinação de +36º 59' 10" e uma ascensão reta de 11 horas, 52 minutos e 55,3 segundos.